# GRB 221124A
GRB 221124A ist die Bezeichnung eines Gammablitzes (englisch gamma-ray burst, kurz GRB), der am 24. November 2022 im Sternbild Schwan aufgezeichnet wurde.

## Beobachtung
Um 02:00:24 Uhr UTC wurde er vom japanischen Calorimetric Electron Telescope (CALET) an Bord der Internationalen Raumstation, der US-amerikanischen Sonde Wind, dem europäischen Weltraumobservatorium INTEGRAL, dem NASA-Forschungssatelliten Swift und dem chinesischen Projekt GECAM bei einer Rektaszension von 20h 41m 42s und einer Deklination von +34°59′56″ (ungefähre Werte) registriert.